# Katedra Najświętszego Serca w Jokohamie
Katedra pw. Najświętszego Serca Jezusowego, Kościół katolicki Yamate (jap. カトリック山手教会 Katorikku Yamate kyōkai) – rzymskokatolicka katedra biskupia w Jokohamie w Japonii, należy do diecezji Jokohamy w metropolii Tokio. Był to pierwszy kościół zbudowany w Japonii od rozpoczęcia prześladowań religijnych. Nie jest to jednak oryginalny budynek, dlatego najstarszym zachowanym japońskim kościołem jest Bazylika 26 męczenników japońskich w Nagasaki. 

## Historia
Pierwsze kościoły katolickie (namban-ji) w Japonii powstały w połowie XVI wieku, lecz po 1614 (edykt zniszczenia chrześcijaństwa) wszystkie zostały zburzone. 

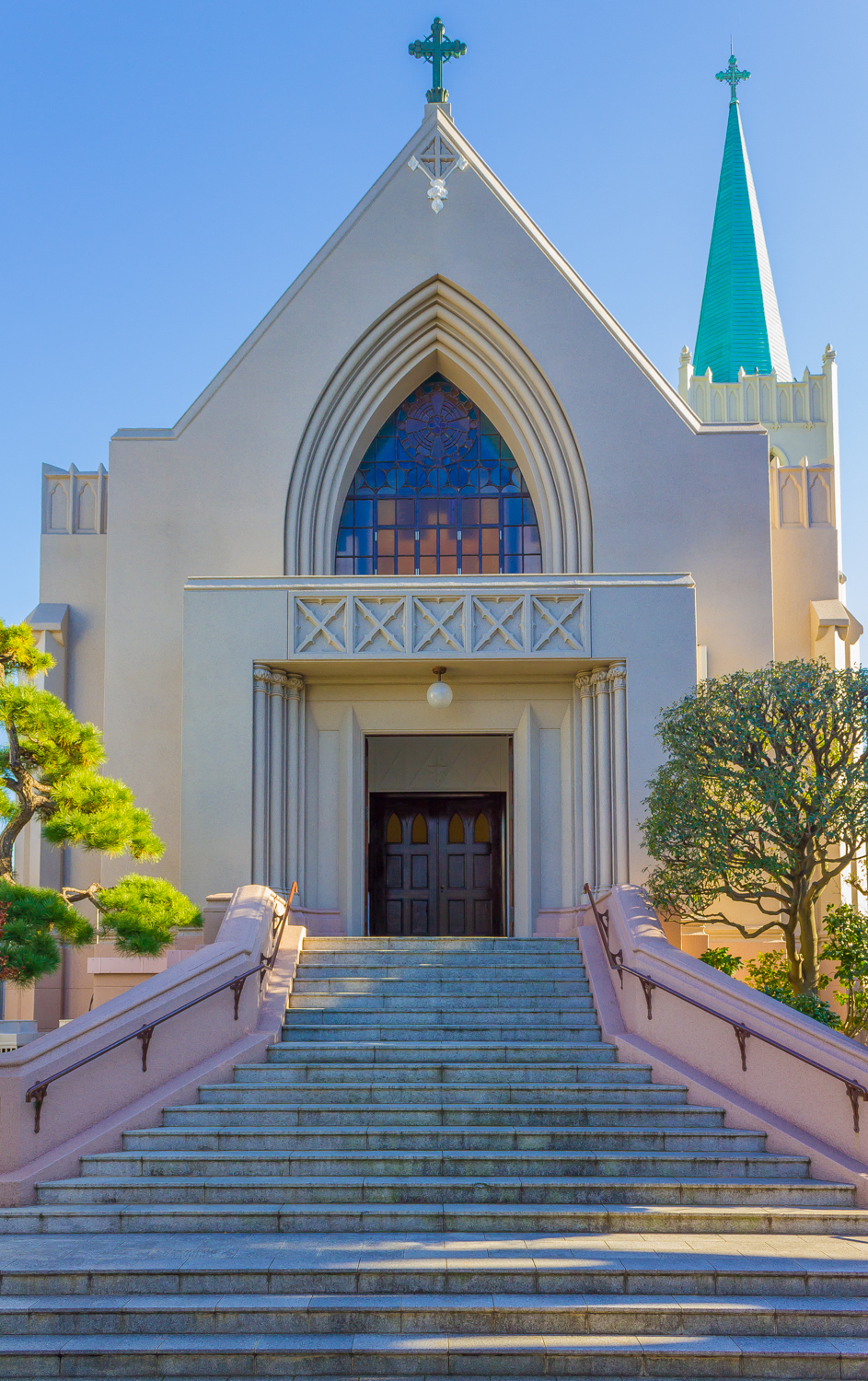

Gdy zaczynało dobiegać końca prześladowanie chrześcijan w Japonii, Towarzystwo Misji Zagranicznych w Paryżu wybudowało w otwartym dla cudzoziemców „wolnym porcie” w Jokohamie w 1862 pierwszy od ponad 250 lat kościół w Japonii. W 1897 przebudowano go na dwuwieżowy budynek murowany z cegły. Trzęsienie ziemi w Kantō (1923) spowodowało zawalenie tego kościoła. Odbudowano go z odpornego na wstrząsy żelbetu w 1933 w stylu neogotyckim. W 1937 nadano mu rangę katedry. Uznawany jest za jeden z najpiękniejszych kościołów w Japonii. Jest obiektem zabytkowym.